# All The Pain Money Can Buy
All the Pain Money Can Buy es el segundo álbum de la banda de pop-rock estadounidense Fastball, lanzado el 10 de marzo de 1998, por Hollywood Records. El álbum incluye los sencillos de éxito "The Way" (1998), "Fire Escape" (1998), y "Out of My Head" (1999). El álbum fue certificado Oro por la RIAA en junio de 1998 y fue disco de platino en septiembre del mismo año, por lo que es el lanzamiento más exitoso de Fastball.

## Listado de canciones
1. "The Way" – 4:17 (Tony Scalzo)
2. "Fire Escape" – 3:21 (Miles Zuniga)
3. "Better Than It Was" – 2:48 (Scalzo)
4. "Which Way to the Top?" (Featuring the artist Poe) – 3:50 (Zuniga, Jeff Groves)
5. "Sooner or Later" – 2:39 (Zuniga)
6. "Warm Fuzzy Feeling" – 1:55 (Scalzo)
7. "Slow Drag" – 3:37 (Zuniga)
8. "G.O.D. (Good Old Days)" – 3:31 (Scalzo)
9. "Charlie, The Methadone Man" – 3:17 (Zuniga)
10. "Out of My Head" – 2:32 (Scalzo)
11. "Damaged Goods" – 3:02 (Zuniga)
12. "Nowhere Road" – 3:25 (Scalzo)
13. "Sweetwater, Texas" – 3:53 (Zuniga)

## Músicos
- Tony Scalzo - voz, bajo, teclados, guitarra
- Miles Zuniga - voz, guitarra
- Joey Shuffield - batería, percusión